# Anguerny
Anguerny település Franciaországban, Calvados megyében. Lakosainak száma 754 fő (2013). Anguerny Anisy, Colomby-sur-Thaon, Douvres-la-Délivrande és Mathieu községekkel határos.

## Népesség
A település népességének változása:
| Lakosok száma | 260  | 269  | 306  | 380  | 390  | 724  | 820  | 797  | 759  | 754  |
|               | 1962 | 1968 | 1975 | 1982 | 1990 | 1999 | 2006 | 2008 | 2011 | 2013 |